# アラン・マーテンス
アラン・マーテンス（Alan Mertens, 1950年4月6日 - ）は、イギリスのレーシングカーデザイナー。アメリカニューメキシコ州在住。

## 経歴

### 工学実習生
1950年に英国ウェストミンスターで生まれたマーテンスは、ブリティッシュ・エアロスペースの工学実習生としてのキャリアを開始した。1970年にフォーミュラフォード1600でレースを始め、3シーズン後にシェル・トロフィー・チャンピオンシップを獲得した。

### マーチ
1976年にブリティッシュ・エアロスペースを離れ、当時世界最大のレーシングカーメーカーの1つであったマーチに加入し、急速に会社で頭角を現し、マーチのチーフデザイナーになり、F1、F2、F3を数年間扱い、1981年から1988年まで、マーテンスはマーチの大成功を収めたIndyCarの設計および製造チームを率い、イギリスとアメリカを行き来して製品のサポートをした。

### ガルマー設立
1988年、ガルマー・エンジニアリングを設立。
同社は、アメリカのインディカーチームである、リック・ガレスの所有する、ガレス・レーシング(後のガレスクラコ(Galles-Kraco Racing))に研究開発を提供する施設として設立された(Galmerは Galles+Mertensに由来する)。
1990年、ガルマーはガレスクラコをPPGインディカー世界選手権のタイトルに導くことに成功した。ガルマーが開発し、マーテンスが設計し、アル・アンサーJr.が運転した車。パートナーシップの成功、わずか6年間で21レースに勝った。
1991年11月には、空力に強い現場でのR&D能力に優れたアンディ・ブラウンが副テクニカルディレクターとして合流する。

#### 1992年

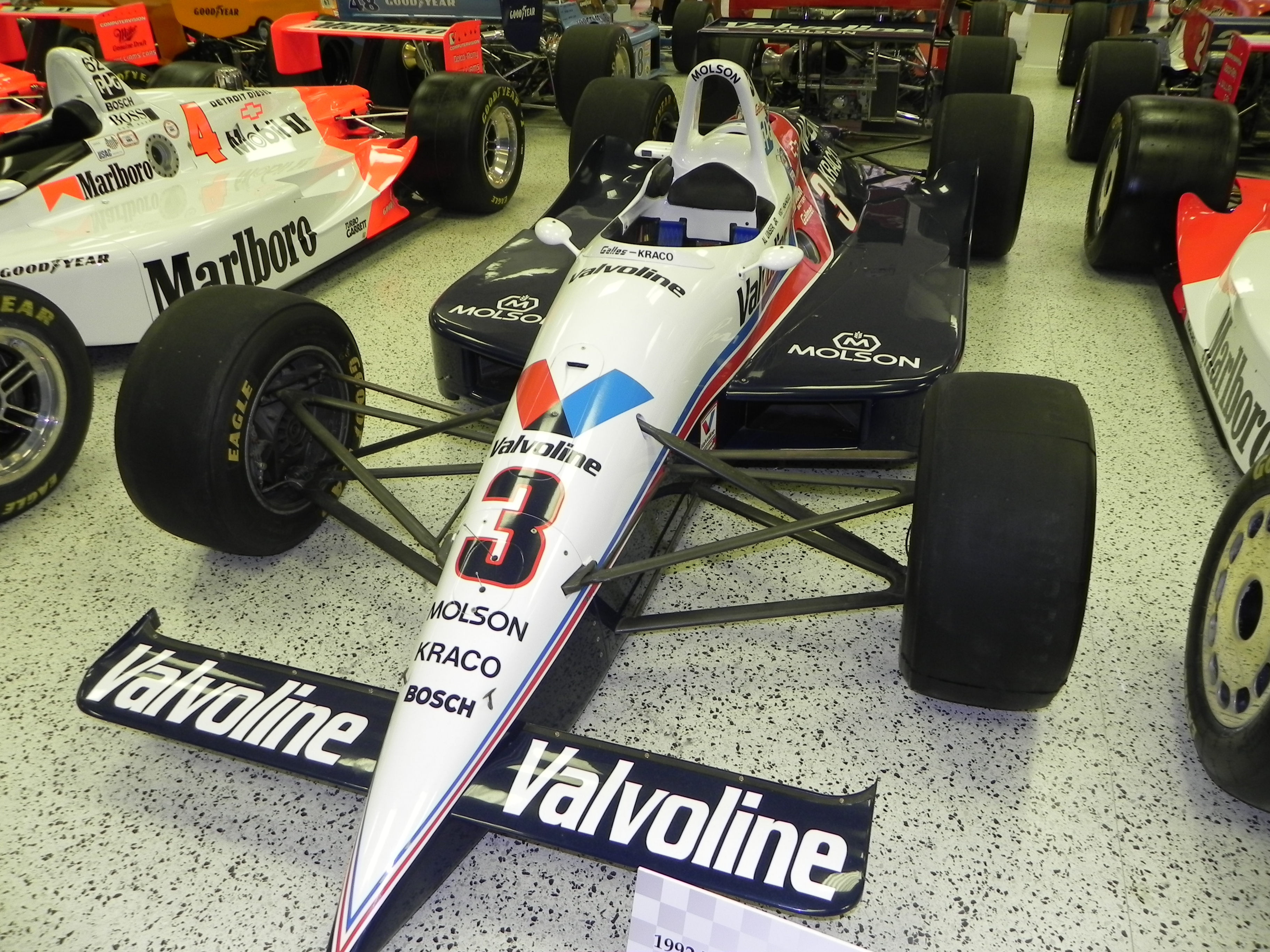
ガルマー・G92（1992年）

1991年、ガルマーは独自のインディカー、G92を設計・製造した。この車は1992年シーズンに大成功を収めた。最初のレースでポールポジションを獲得し、シーズン3戦目のレースで優勝し、インディ500で優勝した。2人のドライバー（アル・アンサーJr.とダニー・サリバン）はシーズン15回でトップ5にランクインし、32戦中2戦リタイアだった。この車は、所有者であるガレス・クラコ・レーシングに$3,500,000以上の賞金を齎した。
1992年、マーテンスは、インディ500で優勝したガルマーG92の研究により、「レースカーの設計と開発におけるエンジニアリングの卓越性と革新性」が認められ、自動車技術者協会のシュヴィッツァー賞を受賞した。

### パックウェスト
1994年、マーテンスはブルース・マッコウとのパートナーシップを構築し、ガルマー・エンジニアリングでの長年の経験をベースにして、新しいインディカーチームであるパックウェスト・レーシングを結成した。
1993年には、旧車両のガルマーG92を使っての足慣らしを済ませ、パックウェストは、ほんの数人の仲間たちからスタートし、1994年には、本格的なインディカー・チームになった。
1997年までに、パックウェストは優勝チームとしての地位を確立し、独り立ちできるようなチームになった。
1997年後半から1998年にかけて、マーテンスはヨーロッパに目を向け、さらに別の成功したパートナーシップを確立し、ポートマン子爵の息子であるピアーズ・ポートマンのF3およびF3000チームの開発支援をした。
1998年11月、マッコウは彼の持株をプロドライブに売却した。

### ガレスに復帰
1999年には、マーテンスがガレス・レーシングに復帰し、現在はインディ・レーシング・リーグでレースを行っており、テクニカルディレクターおよびオペレーションディレクターを務めている。
再度アル・アンサーJr.と組んで、彼は表彰台とウィナーズ・サークルに戻る道を見つけた。
マーチとガルマーで、マーテンスはインディ500での6回を含む74回のインディカー優勝を記録した。